# 余笃三
余笃三（1887年—1933年），湖北人。中国近代政治人物。
早年在武汉参加工人运动和群众运动。之后赴苏联入莫斯科大学学习。曾反对王明观点，被称为“工人反对派领袖”。回国后，于1930年12月到鄂豫皖革命根据地工作。1931年1月，红一军与红十五军合编为红四军，余笃三任政治委员。2月，被选为中共鄂豫皖特别区委委员。5月，任第十一师政治委员。同年11月，任红四方面军总经理处主任，领导组织后勤保障工作。在西征途中，对张国焘进行了抵制批评。1933年春，参加创建川陕革命根据地斗争。同年夏，因肃反扩大化于四川通江县洪口场被害。